# Budy (gmina Kleczew)
Budy – wieś w Polsce, położona w województwie wielkopolskim, w powiecie konińskim, w gminie Kleczew. Miejscowość jest siedzibą sołectwa Tręby (Tręby Nowe są integralną częścią Bud).
W latach 1975–1998 miejscowość administracyjnie należała do województwa konińskiego.